# 1996년 한국프로야구
1996년 한국프로야구는 1996년 열린 한국프로야구이다. 
- 현대가 태평양 돌핀스를 420억에 인수하며 현대 유니콘스라는 이름으로 프로 야구에 등장했다.
- 현대 유니콘스의 신인 박재홍이 한국프로야구 사상 처음으로 30-30 클럽에 가입했다.
- 한국시리즈 4차전에서 현대 유니콘스의 선발투수인 정명원이 최초로 한국시리즈에서 노히트 노런에 성공했다.
- 김성근 감독을 영입한 쌍방울 레이더스가 2위에 오르며 돌풍을 일으켰다. 하지만 플레이오프에서 현대 유니콘스에게 2:3으로 패배했다.
- 정규리그 4위였던 현대 유니콘스가 각각 정규리그 2,3위였던 쌍방울 레이더스, 한화 이글스를 이기고 한국시리즈에 진출했다. 하지만 정규리그 1위인 해태 타이거즈에게 2승 4패로 졌고, 해태 타이거즈는 8번째 우승을 차지했다.